# سن-فلاویان، کبک
سن-فلاویان (به فرانسوی: Saint-Flavien) شهری در منطقه شهری لوتبینییر ناحیه شودییر-آپالاش در استان کبک کانادا است. در سرشماری سال ۲۰۱۱ این شهر ۱٬۵۹۷ نفر جمعیت داشته‌است و مساحت آن ۶۷٫۵۶ کیلومتر مربع است.